# Siderurgistul Galați

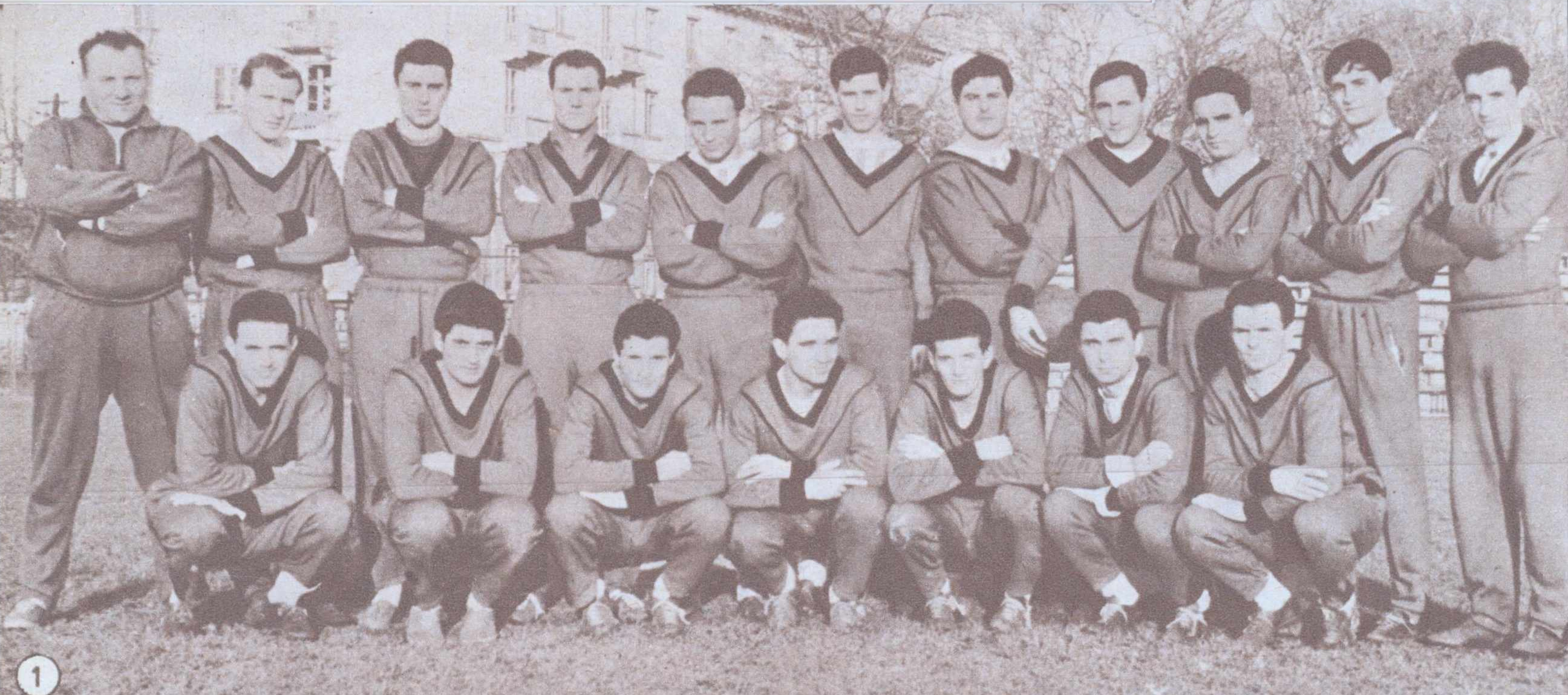
Echipa din 1962

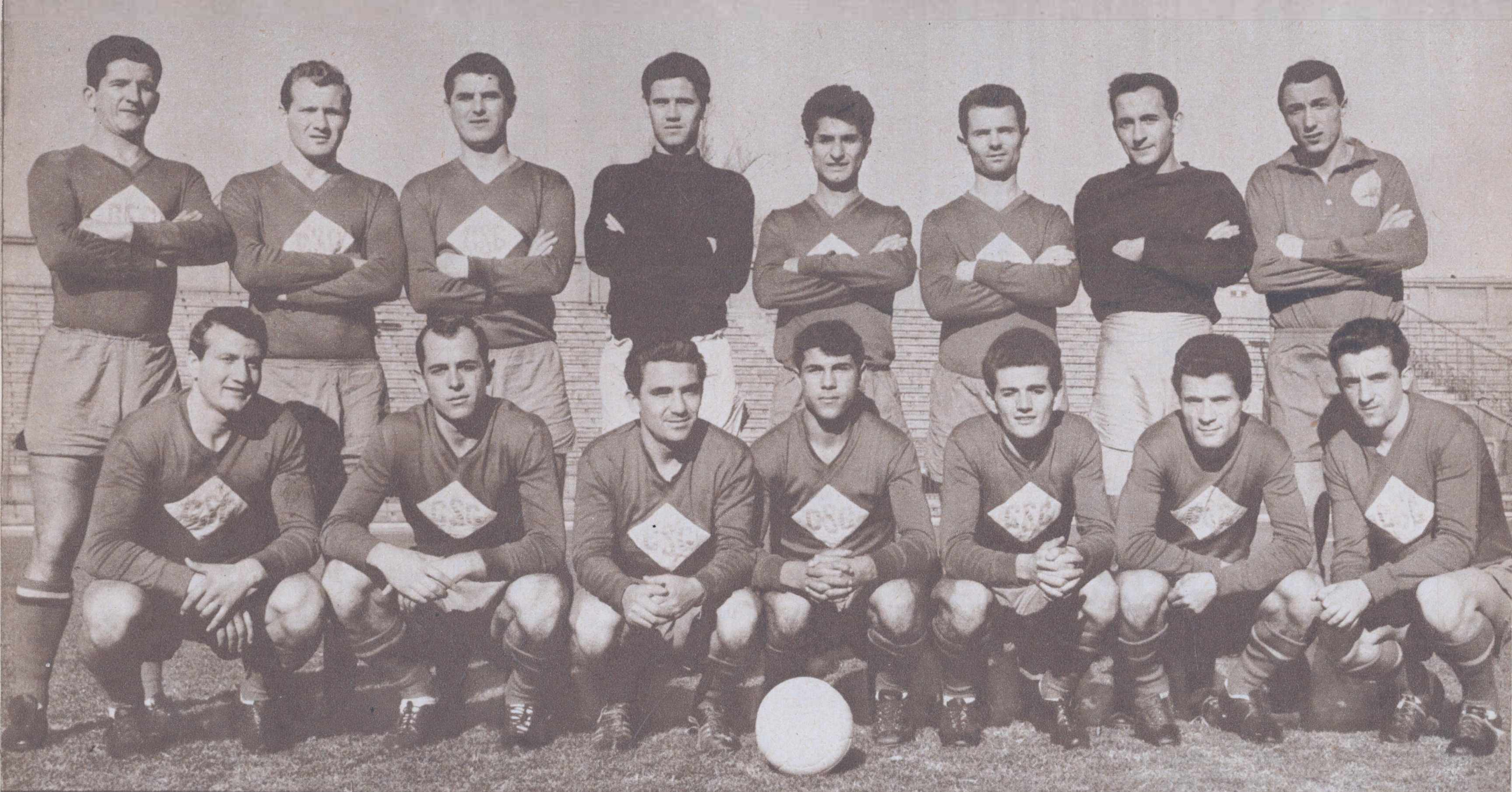
Echipa din 1963

Siderurgistul Galați (sau CSO Galați) a fost un club de fotbal din Galați, fondat în 1961 și desființat în 1967. A jucat timp de două sezoane în Divizia A (1963-1964 și 1965-1966) și a ajuns în finala Cupei României din 1963.

## Echipe și istoric
În 1955 se înființează Dinamo Galați, iar în 1961 clubul a fost redenumit CSO Galați. Echipa din 1961: Dan, Câmpean, Lupea, Hulea, Stănescu, Dumitru Ionel, Coman I, Oprea, Costache, Militaru, Voicu, I. Gheorghe, Matei, Dărăban, Zagardan, David, Dragomir.
Un an mai târziu redenumit în Siderurgistul, cu următorii jucători: Dan, Câmpean, Lupea, Hulea, Stănescu, Dumitru Ionel, Coman I, Oprea, Costache, Militaru, Voicu, I. Gheorghe, Matei, Dărăban, Zagardan, David, Dragomir.
În 1963, Siderurgistul promovează în Divizia A și se califică în finala Cupei României (1–6 împotriva Petrolul Ploiești ). Echipa din 1963: Antrenor P. Moldoveanu și D. Stanciu; jucători: Florea (Câmpeanu) - R. Tomescu, Costache, Ivănescu (Hulea), Voicu, Constantin (Comșa), Matei (Filimon), Pătrașcu, Voinea, Adam, Stoicescu (David). 
La sfârșitul sezonului 1963–64, echipa termină pe locul 14 și retrogradează, dar a promovat din nou în sezonul următor. Antrenorii P. Moldoveanu și D. Stanciu au obținut această performanță folosindu-se de următorii jucători: Florea (Câmpeanu) – R. Tomescu, Costache, Ivănescu (Hulea), Voicu, Constantin (Comșa), Matei (Filimon), Pătrașcu, Voinea, Adam, Stoicescu (David). Dar și această experiență este scurtă, iar clubul retrogradează din nou.
În sezonul următor, 1966–67, clubul încearcă pentru a treia oară să promoveze, dar termină pe locul 2 și renunță la locul în Divizia B, iar jucătorii săi merg la Politehnica Galați, fiind dizolvat.

## Cronologia numelor
| Nume                                         | Perioadă  |
| -------------------------------------------- | --------- |
| Dinamo Galați                                | 1955–1961 |
| Clubul Sportiv Orășenesc Galați (CSO Galați) | 1961–1962 |
| Siderurgistul Galați                         | 1962–1967 |

## Palmares
Divizia A (Actuala Liga I):
- Locul 14 (2): 1963-1964, 1965-1966

Divizia B (Actuala Liga II):
- Campioni (2): 1962–63, 1964–65

- Locul secund (1): 1966–67

Liga III:
- Locul secund (1): 1962–1963

## Jucători Notabili
- Victor Câmpeanu
- Silviu Iorgulescu
- Ion Voicu
- Marian Lupea
- Teodor Hulea
- Liviu Fălcuțescu
- Virgil Militaru
- Constantin Coman
- Cristian Stătescu
- Petre Dragomir
- Dumitru Oprea
- Dumitru Ionel
- Gheorghe Militaru
- Gheorghe Ion
- Radu Matei
- Adrian Zgardan
- Zoltan David
- Emil Dan
- Traian Coman
- Traian Ivănescu
- Traian Tomescu
- Marin Voinea
- Iosif Căstăian
- Ion Ioniță
- Dumitru Pac
- Vasile Stancu
- Constantin Enache
- Ion Velea
- Nicolae Dima
- Tudor Profir
- Vasile Lehăduș
- Teodor Adam
- Virgil Botescu
- Petre Voicu
- Valeriu Costache
- Sorin Bretan
- Decebal Neagu
- Ion Cojocaru
- Paul Vâlcan
- Dumitru Filimon
- Ilie Florea
- Alexandru Pall
- Camil Oprișan
- Ionel Ciocănaru

## Antrenori Notabili
- Traian Tomescu
- Dincă Schileru
- Ion Zaharia
- Petre Rădulescu